# Sha Money XL
Michael Clervoix III (nascido em 11 de fevereiro de 1972), mais conhecido pelo seu nome artístico Sha Money XL é um produtor musical estadunidense. Ele é mais conhecido por ser o fundador do Money Management Group, uma empresa que procura revelar novos produtores.